# ロッキード

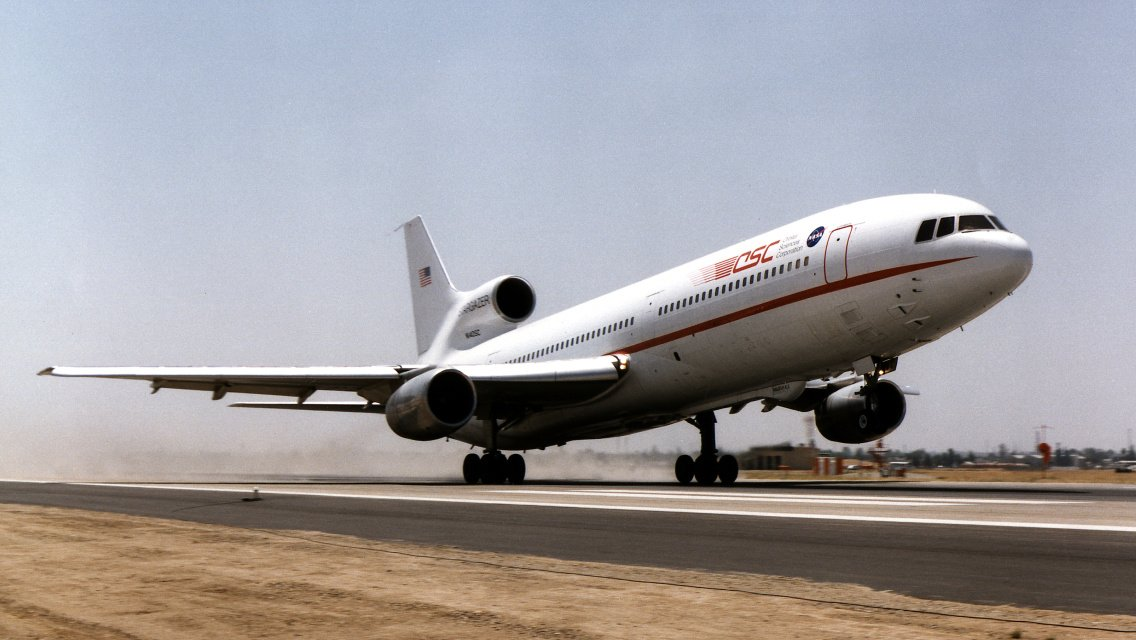
L-1011 トライスター

ロッキード（Lockheed Corporation）は、アメリカ合衆国の航空機メーカーで主に軍用機を製造していた。マーティン・マリエッタ社と合併し、現在はロッキード・マーティンである。

## 沿革
飛行機の製作をはじめたアイルランド系のアメリカ人、アラン・ロッキードとマルコム・ロッキード兄弟（Allan and Malcom Loughhead ）によって1913年に「Alco Hydro-Aeroplane Company」が創設された。1926年には社名を「Lockheed Aircraft Corporation」に変更した。誰も彼らの名前を正しく発音できなかった為である（なお、日本に於いても当初ローグヒード社などと紹介されていた）。1920年代、ジャック・ノースロップらの設計により、ベガなどの民間機で成功を収めたが、ノースロップがノースロップ社を設立して独立した後、アラン・ロッキードはこのロッキード航空機会社をデトロイト航空機（Detroit Aircraft Corporation ）に売却した。大恐慌によりデトロイト航空機が破綻すると、1932年にロッキード社も倒産した。数日後に新しい投資家ロバート・グロスによってロッキードは買収され、すでにロッキードは会社との関係はなくなっていたが、ロッキードがふたたび社名になった。その後の第二次世界大戦で大躍進した。
第二次世界大戦後はL-749 コンステレーションやL-1049 スーパー・コンステレーションでダグラス社と旅客機の分野で覇を競うが、ジェット機への対応に乗り遅れ、1970年代にようやくL1011トライスター（エルテンイレブン・トライスター）を投入する。トライスターは先進的な装備を持つ優れた旅客機だったが、同時期に登場した同クラスのマクドネル・ダグラス DC-10と販売競争を行った挙句に経営が悪化する。1976年にこの機の売り込みに関するロッキード事件が明るみに出たこともあり、1981年に民間機事業から撤退した。
1993年にジェネラル・ダイナミクスの航空宇宙事業部を買収して戦闘機部門を強化し、1995年にはマーティン・マリエッタと合併して社名を「ロッキード・マーティン」に改め、宇宙開発やミサイル、電子システムの分野にも進出した。

## スカンクワークス
社内には通常の設計部門とは別に少数精鋭の開発チーム「スカンクワークス」が設立され、U-2偵察機、SR-71、F-117ステルス攻撃機等の独創的な航空機を設計・開発した。

## 製品

### 軍用機
- 戦闘機
  - P-38 ライトニング
  - F-22 ラプター
  - F-35 ライトニングII
  - F-117 ナイトホーク
  - F-104 スターファイター
  - F-94 スターファイア
  - YF-12

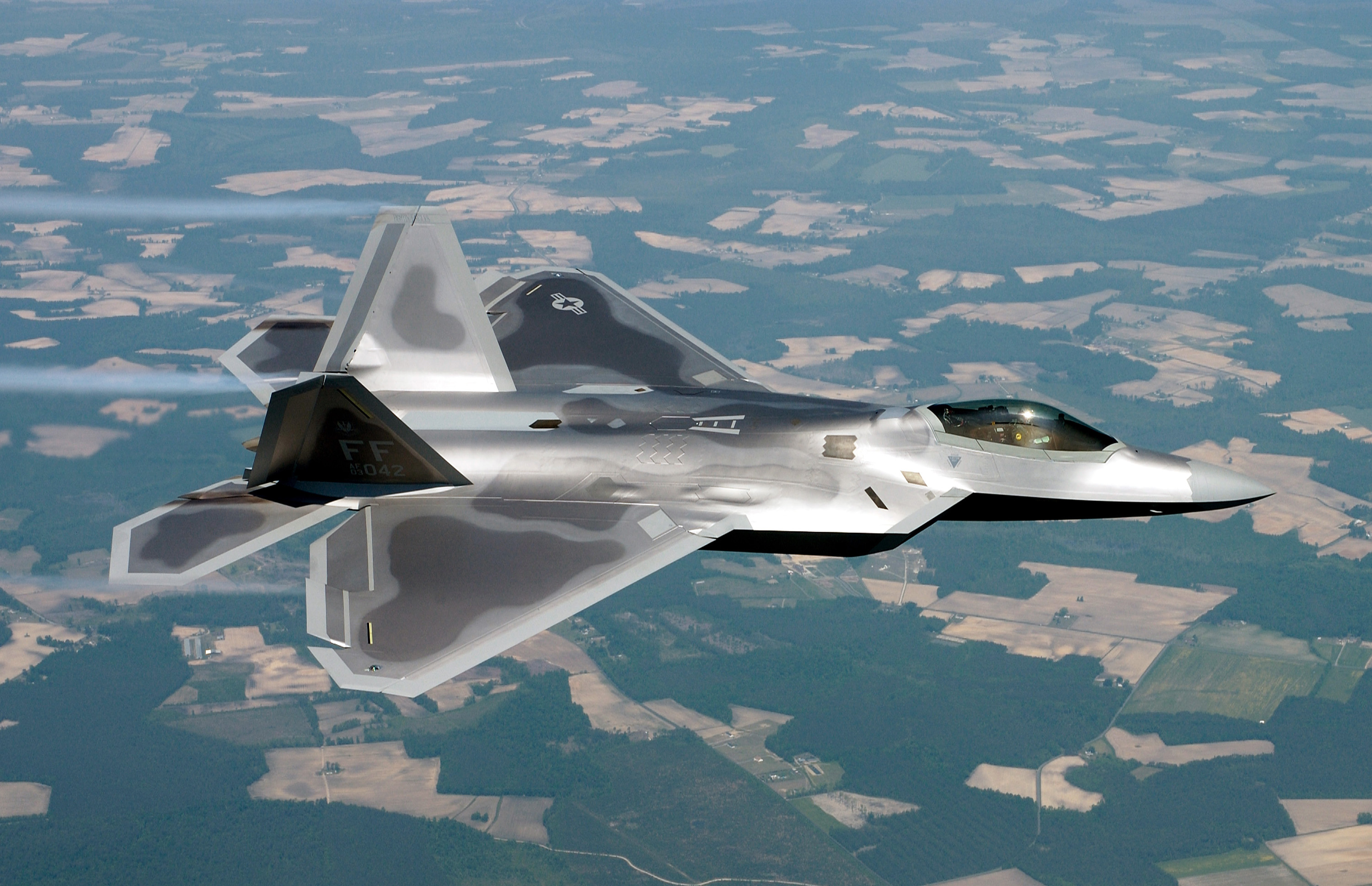
F-22

  - F-80 (P-80) シューティングスター
- 偵察機
  - U-2
  - A-12
  - D-21
  - SR-71 ブラックバード
- 哨戒機
  - S-3 バイキング
  - ハドソン
  - PV-1 ベンチュラ
  - PV-2 ハープーン
  - P2V ネプチューン
  - P-3 オライオン

- 輸送機
  - C-5 ギャラクシー
  - C-141 スターリフター
  - C-130 ハーキュリーズ

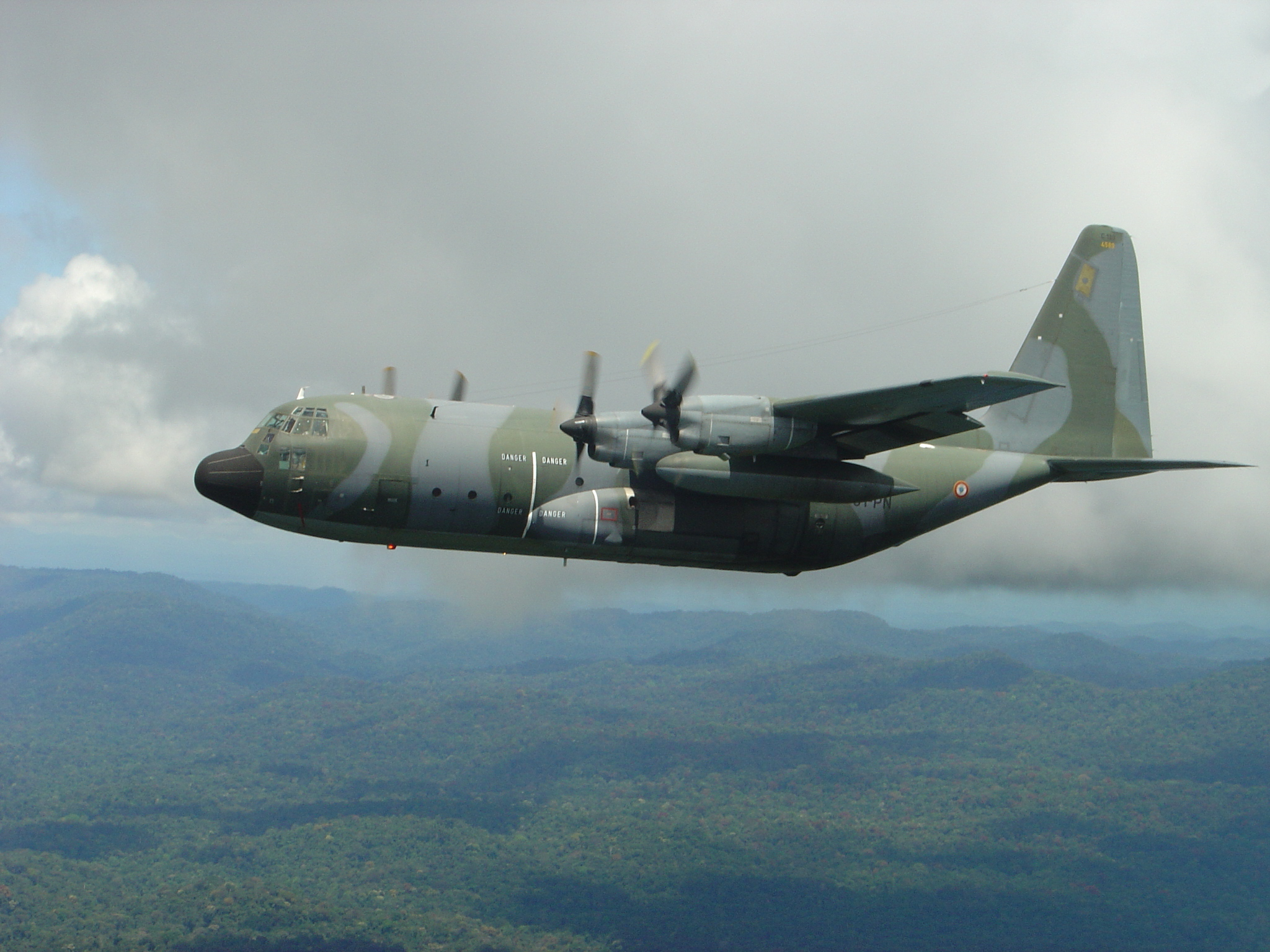
C-130 ハーキュリーズ

  - トライスター K1/KC1/C1/C2/C2A
- 練習機
  - T-33 シューティングスター
  - T2V シースター
- 攻撃ヘリコプター
  - AH-56 シャイアン

### 旅客機
- L-1011 トライスター
- ロッキード ジェットスター
- L-188 エレクトラ
- L-049 コンステレーション
  - L-749 コンステレーション

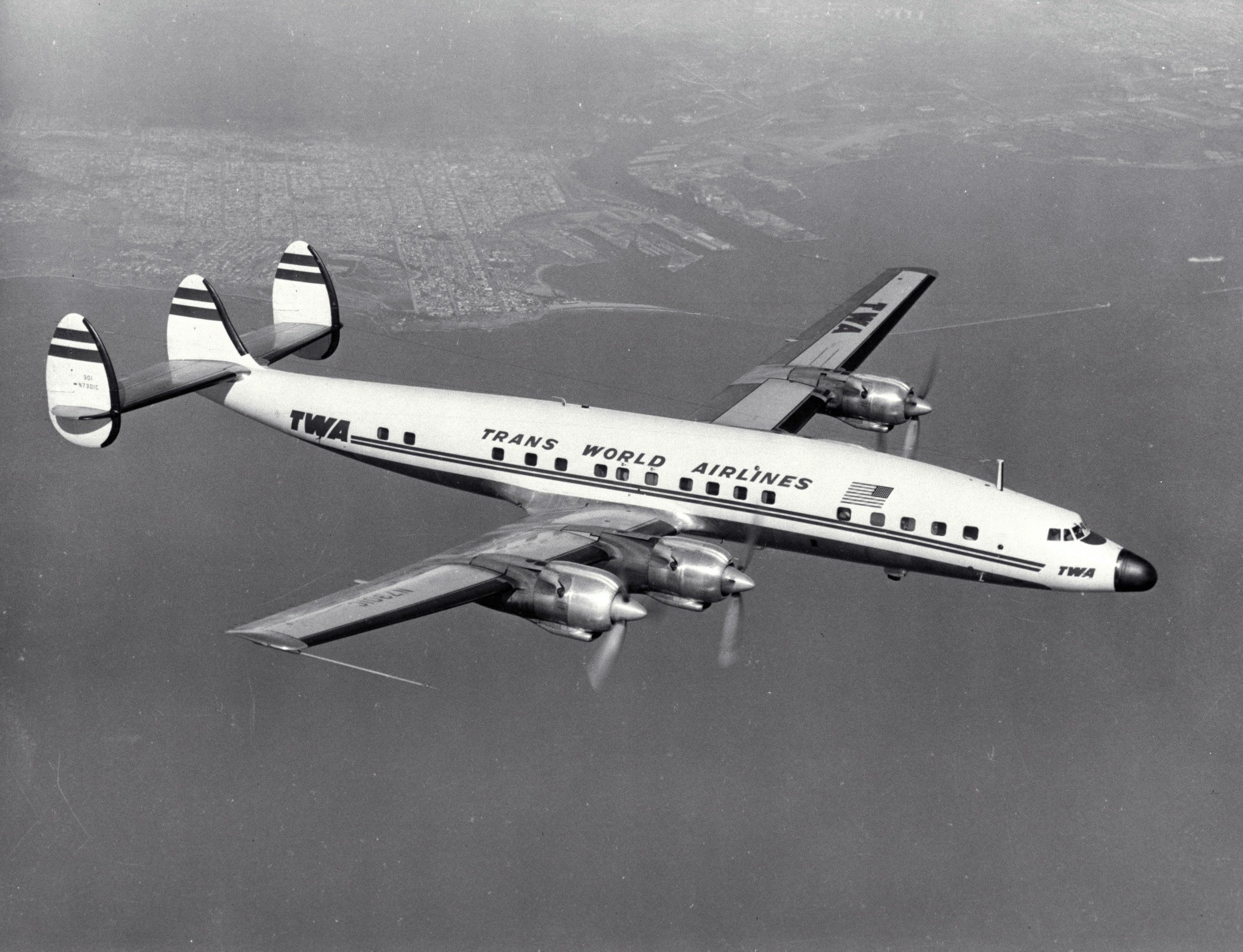
L-1649 スターライナー

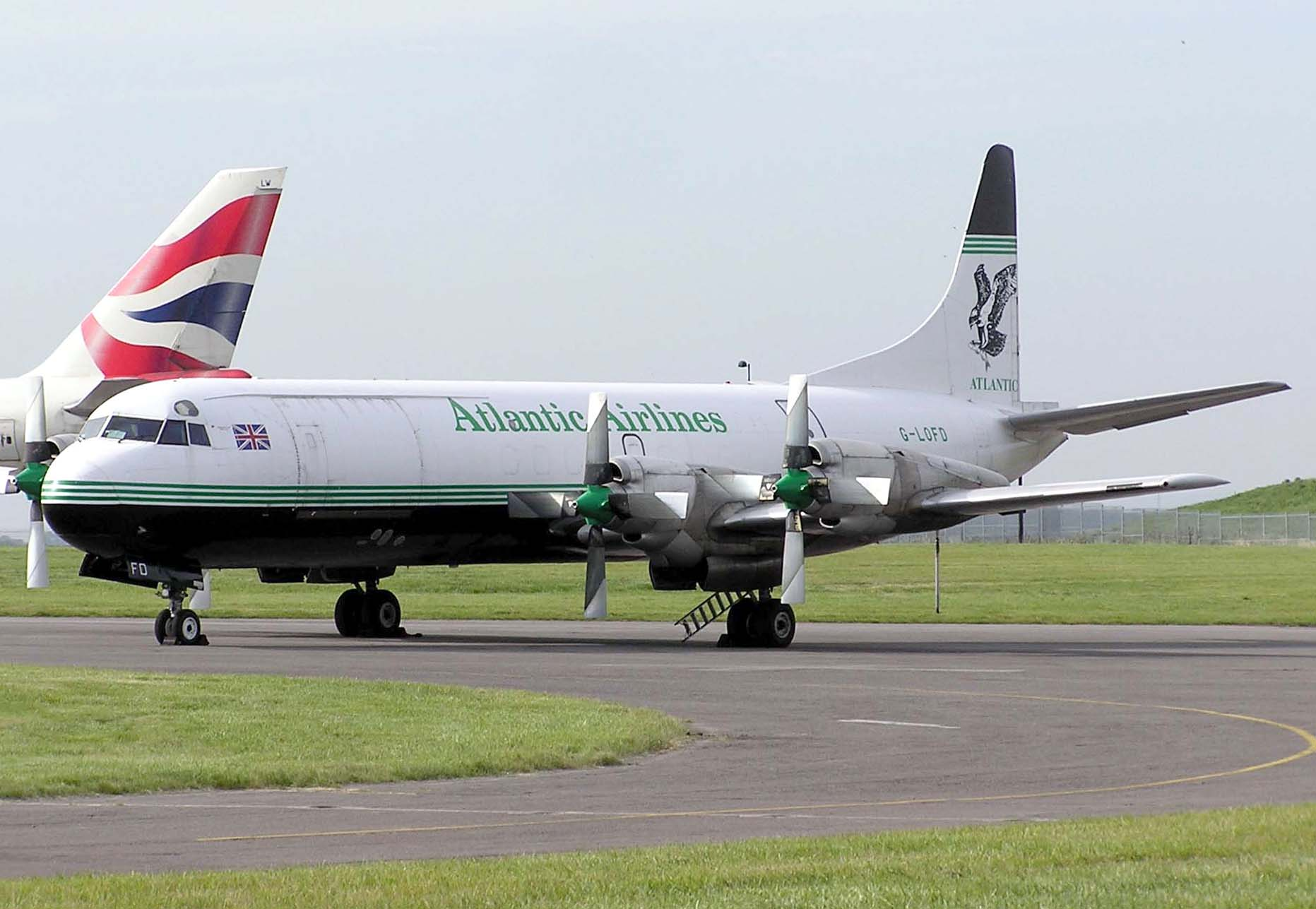
L-188 エレクトラ

  - L-1049 スーパー・コンステレーション
  - L-1649 スターライナー
- ロッキード L-10 エレクトラ
- ロッキード L-14 スーパーエレクトラ
- ロッキード L-18 ロードスター
- ベガ
- L-2000（超音速旅客機、計画中止）

### 船舶
- シー・シャドウ (実験艦)

### ミサイル
- MIM-104 パトリオット
- トライデント
- ポラリス

## 鉄道

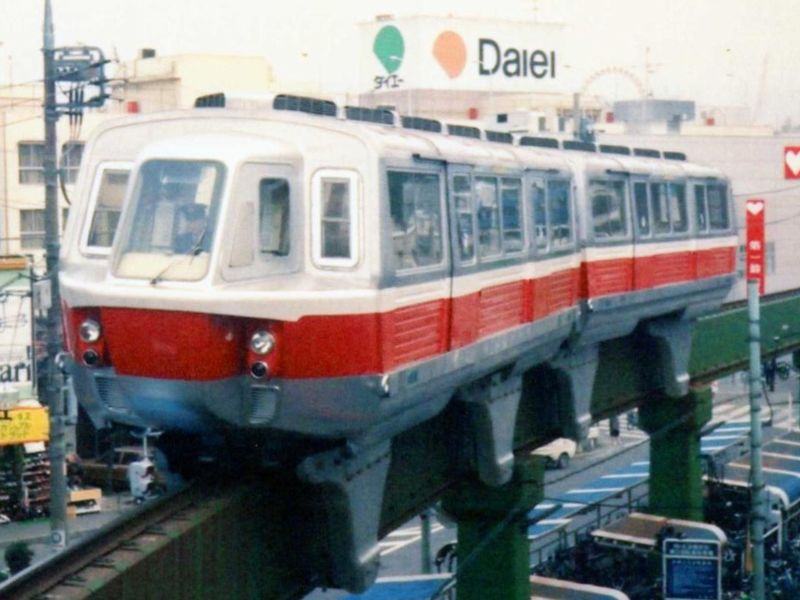
小田急向ヶ丘遊園モノレール線

1950年代後半より航空機技術を応用したモノレール開発に着手。1959年時点では1両定員80名・最高時速75マイル（約120km）の案内輪型とレールの左右それぞれに1両あたり12席ずつを設けた小型輸送向けのサドルバッグ型の2種の跨座式と懸垂式の計3種を計画し建設費は1時間あたり1万人輸送の想定で高速道路の2分の1・地下鉄の3分の1を見込んでいた。シアトル万国博覧会でのサドルバック型跨座式線、またロサンゼルスやワシントンD.C.にて市街地から郊外への案内輪型跨座式線の建設提案を行うも、導入には至らなかった。
その後1962年に日本での導入を目指して川崎航空機工業・川崎車輌・日本電気・西松建設などが出資し日本法人日本ロッキード・モノレール株式会社が設立され、川崎航空機岐阜工場内の試験線で案内輪型跨座式モノレールの研究を行った後小田急電鉄向ヶ丘遊園モノレール・姫路市交通局の2社局に納入され、その後事業展開は見込めないと判断されたため1970年に同社は解散し日本向けの展開のみとなった。影響を受けて姫路市は1974年に車両維持困難を理由に運行を休止した後に正式廃止。向ヶ丘遊園モノレールも2000年に老朽化で運行休止、翌2001年に正式廃止された。